# Дневники Кэрри (сезон 1)
Первый сезон сериала «Дневники Кэрри» выходил в эфир канала The CW с 14 января по 8 апреля 2013 года.
9 мая 2013 года канал объявил, что шоу продлили на второй сезон.

## В ролях

### Основной состав
- Аннасофия Робб — Кэрри Брэдшоу
- Остин Батлер — Себастьян Кидд
- Эллен Вонг — Джилл Чен
- Кэти Финдлэй — Мэгги Лэндерс
- Стефания Оуэн — Доррит Брэдшоу
- Брендан Дулинг — Уолт Рейнольдс
- Хлоя Бриджес — Донна ЛаДонна
- Фрима Аджимен — Ларисса Лофлин
- Мэтт Летчер — Том Брэдшоу

### Второстепенные персонажи
- Джейк Робинсон — Беннет Уилкокс, коллега Лариссы и возлюбленный Уолта
- Скотт Коэн — Харлан Сильвер, давний друг и коллега Тома
- Надя Даджани — Деб, возлюбленная Тома, мать-одиночка
- Ноэлль Бек — Миссис Кидд, мать Себастьяна
- Терри Серпико — Мистер Кидд, отец Себастьяна
- Р. Джей. Браун — Томас Уэст, соперник Мыши, с которым она вскоре начинает встречаться
- Эван Крукс — Миллер, возлюбленный Доррит
- Уитни Вэнс и Александра Миллер — Две Джен, подруги Донны
- Кейт Ноулин — Барбара, начальница Кэрри в адвокатской конторе
- Кайл Харрис — Сет, первый парень Мыши
- Ричард Конке — Джордж Сильвер, сын Харлана, ухаживавший за Кэрри
- Джош Салатин — Саймон Бирнс, местный полицейский и любовник Мэгги

Актрисе Кейт Ноулин досталась роль Барбары, знакомой Тома Брэдшоу и руководителя интернатуры Кэрри, а Ричард Конке сыграл Джорджа Сильвера, сына лучшего друга Тома, с которым у Кэрри начинаются романтические отношения. Джейк Робинсон исполнил роль Беннета Уилкокса, друга-гея Лариссы, поцеловавшего во время вечеринки Уолта. Джош Салатин воплотил образ Саймона Бирнса, местного полицейского и тайного любовника Мэгги. Кайлу Харрису досталась роль Сэта, первого парня и возлюбленного «Мыши». Скотт Коэн сыграл роль лучшего друга Том, Харлана, и отца Джорджа Сильвера. Актёр Эр Джей Браун сыграл спортсмена Томаса Уэста — лучшего ученика и соперника «Мыши».

## Эпизоды
| № общий | № в сезоне | Название                            | Режиссёр               | Автор сценария               | Дата премьеры   | Произв. код | Зрители в США (млн) |
| --- | ---------- | ----------------------------------- | ---------------------- | ---------------------------- | --------------- | ----------- | ------------------- |
| 1 | 1          | «Pilot»                             | Мигель Артета          | Эми Б. Харрис                | 14 января 2013  | 276056      | 1,61                |
| После смерти матери, Кэрри чувствует, что все взгляды устремлены на неё, когда девочка возвращается в школу после каникул. Кроме того, в её школу перевели Себастьяна Кидда — первую любовь Кэрри. Благодаря отцу, девушка получает место интерна в юридической фирме в Нью-Йорке, где её начальницей становится «Стервозная Барбара». Там она знакомится со светской львицей Лариссой и получает приглашение на вечеринку. |            |                                     |                        |                              |                 |             |                     |
| 2 | 2          | «Lie With Me»                       | Альфонсо Гомес-Рехон   | Эми Б. Харрис                | 21 января 2013  | 3X7302      | 1,27                |
| Ларисса просит сумочку Кэрри, которая досталась ей от матери, для фото-сессии. Между тем, Мэгги сводит с ума, что Уолит не хочется заниматься с ней сексом, а юноша разрывает отношения с ней, пытаясь понять, чего же хочет. Боясь, что Донна ЛаДонна может встать между ней и Себастьяном, Кэрри вынуждена врать отцу и отменить планы с Доррит. |            |                                     |                        |                              |                 |             |                     |
| 3 | 3          | «Read Before Use»                   | Дэйзи Фон Шерлер Мейер | Терри Мински                 | 28 января 2013  | 3X7303      | 1,38                |
| После того, как Том запрещает Кэрри встречаться с Себастьяном, девушка находит в документах отца важную информацию о прошлом Себастьяна — она решает напрямик узнать всё у юноши и приходит в состояние шока, увидев его реакцию. Мэгги переживает расставание с Уолтом и находит поддержку в лице Доррит. Между тем, Ларисса приглашает Кэрри, «Мышь» и Сэта в потрясающий клуб-галерею в Нью-Йорке, посещение которого заставляет ребят почувствовать неуверенность в себе. |            |                                     |                        |                              |                 |             |                     |
| 4 | 4          | «Fright Night»                      | Дженнифер Гетзингер    | Генри Алонсо Майерс          | 4 февраля 2013  | 3X7304      | 1,51                |
| Кэрри приглашает Уолта в качестве своего спутника на вечеринку, которую устраивает Ларриса в Нью-Йорке. На вечеринке Кэрри понимает, что всё складывается не так, как она ожидала — она вынуждена присматривать за одурманенной Лариссой, а Уолт сталкивает с чем-то, что не готов принять, когда знакомится с Беннетом, другом Ларрисы. Между тем, Мэгги уговаривает «Мышь» пойти на вечеринку по случаю Хэллоуина, которую устраивает Себастьян, а Доррит, хотевшая сбежать из дома, вынуждена проводить вечер с отцом. |            |                                     |                        |                              |                 |             |                     |
| 5 | 5          | «Dangerous Territory»               | Норман Бакли           | Эми Б. Харрис                | 11 февраля 2013 | 3X7305      | 1,20                |
| В офисе Кэрри сталкивает со своим старым знакомым Джорджем, который приглашает Кэрри на вечеринку его матери на Манхэттене. Однако девушку одолевают сомнения, так как её чувства к Себастьяну ещё не прошли. Между тем, «Мышь» на седьмом небе от счастья, когда её отношения с Сэтом налаживаются, однако девушка боится, что не удовлетворила его в плане секса — Уолт предлагает девушке свою помощь. Мэгги отстаивает право своих друзей за столик в любимом кафе, когда Донна ЛаДонна и её подруги покушаются на любимое место Кэрри. Между тем, Том теряет обручальное кольцо и начинает задумываться о том, что сказал его друг Харлан по поводу возобновления романтической жизни после смерти матери Кэрри. |            |                                     |                        |                              |                 |             |                     |
| 6 | 6          | «Endgame»                           | Дэвид Пэймер           | Джессика О'Тул и Эйми Рардин | 18 февраля 2013 | 3X7306      | 1,08                |
| Кэрри находится в полной решительности устроить идеальный ужин по случаю Дня Благодарения, куда Том приглашает своего друга Харлана вместе с сыном Джорджем. Между тем, тяжело переживающая потерю матери пытается саботировать добрые намерения Кэрри, которая попросила помощи у «Мыши». Тем временем, Том ошибочно предполагает, что у Кэрри всё находится под контролем, и он сам может приятно провести время в компании друга, пока его дочь готовит ужин. Мэгги проводит праздник с семьёй Уолта и впервые жизни начинает осознавать, чего хочет от жизни, а Себастьян, оставшийся в праздник один, находит приют в доме Брэдшоу.                                                                              |            |                                     |                        |                              |                 |             |                     |
| 7 | 7          | «Caught»                            | Нанетт Берштайн        | Даг Стокстилл                | 25 февраля 2013 | 3X7307      | 1,00                |
| Впечатлённая творческой жилкой Кэрри, Ларисса предлагает девочке поработать стажёром в журнале «Interview», но у Кэрри есть свои сомнения на этот счёт. Она приглашает Джорджа на школьные танцы и, предлагая уйти по-раньше, вызывает не понимание между ней и юношей. Доррит, которая каждый год ходила на балет «Щелкунчик» соглашается пойти в театр с отцом, который вскоре понимает, как непросто было его жене. «Мышь» получает «4+» на экзамене и винит в этом Сэта. Между тем, Донна ЛаДонна становится свидетельницей измены Мэгги и начинает шантажировать девушку, чтобы та помогла держать Кэрри подальше от Себастьяна.                                                                                 |            |                                     |                        |                              |                 |             |                     |
| 8 | 8          | «Hush, Hush»                        | Эми Экерлинг           | Марк Хэлси                   | 4 марта 2013    | 3X7308      | 1,10                |
| Случайная встреча ставит всё с ног на голову для Кэрри во время вечеринки, устроенной Лариссой. Мэгги и «Мышь» вынуждают Себастьяна признаться в его чувствах к Кэрри, и что он должен вернуть любимую — для этого нужен широкий жест. Харлан уговаривает Тома пойти на двойное свидание. Между тем, Мэгги пытается найти в себе силы, сказать правду Уолту о своём романе с Саймоном прежде чем это сделает Донна ЛаДонна. |            |                                     |                        |                              |                 |             |                     |
| 9 | 9          | «The Great Unknown»                 | Дженис Кук             | Эми Б. Харрис                | 11 марта 2013   | 3X7309      | 1,03                |
| Когда Доррит снова сбегает из дома, Кэрри обращается за помощью к Себастьяну. «Мышь» вступает в перепалку со школьным качком Уэстом, когда тот становится лучшим учеником в классе. Уолт находит неожиданную поддержку там, где не ожидал её найти. Том обращается за советом к Лариссе, когда понимает, что потерял навыки на романтическом поприще. |            |                                     |                        |                              |                 |             |                     |
| 10 | 10         | «The Long & Winding Road Not Taken» | Майкл Филдс            | Терри Мински                 | 18 марта 2013   | 3X7310      | 0,99                |
| В свой семнадцатый День рождения Кэрри разрывается между возможностью пообщаться с литераторами Нью-Йорка и провести время со своими друзьями и Себастьяном. Мышь лезет из кожи вон, чтобы произвести впечатление на выпускника Гарварда, который обратил внимание на её отношение к Уэсту, и это имеет веселые последствия. Уолт начинает ответственно относиться к своим предыдущим поступкам. В поисках идеального подарка для Кэрри Дорит попадает в очень щекотливую ситуацию с романтическими последствиями. |            |                                     |                        |                              |                 |             |                     |
| 11 | 11         | «Identity Crisis»                   | Джан Тёрнер            | Джессика О'Тул и Эйми Рардин | 25 марта 2013   | 3X7311      | 0,83                |
| Кэрри выдаёт себя за Лариссу и попадает в неловкое положение, когда та узнаёт об этом. Мышь крадёт кое-что у Донны. После дня, проведённого на Манхэттене, Уолт вынужден взглянуть в лицо своим страхам. Мэгги и Себастьян решают хранить от Кэрри тайну, а Том начинает посещать класс йоги, но встречает там человека, который мешает ему расслабиться. |            |                                     |                        |                              |                 |             |                     |
| 12 | 12         | «A First Time For Everything»       | Патрик Норрис          | Генри Алонсо Майерс          | 1 апреля 2013   | 3X7312      | 0,87                |
| Кэрри случайно усложняет отношения с Себастьяном. Пытаясь исправить ситуацию, она идет с ним на афтепати концерта Мадонны "The Virgin Tour" — однако своими стремлениями сделать ночь идеальной она делает только хуже. Мышь, несмотря на внутреннюю борьбу и попытки избегать Уэста, больше не может закрывать глаза на происходящую химию и отрицать, что между ними пробежала искра. Доррит обращается к Донне ЛаДонне за советом по поводу личной жизни. Том попадает в неловкую ситуацию, когда проводит ночь в непривычном для себя месте. |            |                                     |                        |                              |                 |             |                     |
| 13 | 13         | «Kiss Yesterday Goodbye»            | Энди Волк              | Эми Б. Харрис                | 8 апреля 2013   | 3X7313      | 1,00                |
| Кэрри в предвкушении выпускного вечера, однако тайное становится явным и планы меняются. Доррит намерена вывести отношения с Миллером на новый уровень, но на её пути появляются трудности. Впервые в жизни Мышь решает пойти против воли своих родителей и принимает решение встречаться с тем, с кем она сама хочет. Том начинает бороться со слухами вокруг, особенно когда ему кажется, что кто-то пытается раскусить его. Лариса делает Кэрри и Уолту заманчивое предложение. |            |                                     |                        |                              |                 |             |                     |

## Рейтинги DVR
| #  | Название                            | Премьера        | Категория 18-49 | Кол-во зрителей (в млн) | 18-49 (рост) | 18-49 (общий) |
| -- | ----------------------------------- | --------------- | --------------- | ----------------------- | ------------ | ------------- |
| 1  | «Pilot»                             | 14 января 2013  | 0.6             | 1.61                    | N/A          | N/A           |
| 2  | «Lie With Me»                       | 21 января 2013  | 0.5             | 1.27                    | 0.2          | 0.7           |
| 3  | «Read Before Use»                   | 28 января 2013  | 0.5             | 1.38                    | 0.2          | 0.7           |
| 4  | «Fright Night»                      | 4 февраля 2013  | 0.7             | 1.51                    | 0.2          | 0.9           |
| 5  | «Dangerous Territory»               | 11 февраля 2013 | 0.5             | 1.20                    | N/A          | N/A           |
| 6  | «Endgame»                           | 18 февраля 2013 | 0.4             | 1.08                    | 0.2          | 0.6           |
| 7  | «Caught»                            | 25 февраля 2013 | 0.4             | 1.00                    | 0.2          | 0.6           |
| 8  | «Hush Hush»                         | 4 марта 2013    | 0.4             | 1.10                    | 0.3          | 0.7           |
| 9  | «The Great Unknown»                 | 11 марта 2013   | 0.4             | 1.03                    | N/A          | N/A           |
| 10 | «The Long & Winding Road Not Taken» | 18 марта 2013   | 0.4             | 0.99                    | 0.2          | 0.6           |
| 11 | «Identity Crisis»                   | 25 марта 2013   | 0.4             | 0.83                    | N/A          | N/A           |
| 12 | «A First Time For Everything»       | 1 апреля 2013   | 0.3             | 0.87                    | 0.2          | 0.5           |
| 13 | «Kiss Yesterday Goodbye»            | 8 апреля 2013   | 0.4             | 1.00                    | 0.2          | 0.6           |